# 2821 Slavka
2821 Slavka је астероид главног астероидног појаса чија средња удаљеност од Сунца износи 2,439 астрономских јединица (АЈ).
Апсолутна магнитуда астероида је 13,4.